# 威廉·欧奈尔
威廉·欧奈尔（英語：William O'Neil，1933年3月25日—2023年5月29日） ，是一名美国企业家、股票经纪人和作家，他创建了商业报纸《投资者商报》和证券经纪公司威廉·欧奈尔公司。他是《如何在股市赚钱》、《投资成功至关重要的24课》、《成功的投资者》等书的作者，并且是 CAN SLIM 投资策略的创建者。

## 生平
威廉·欧奈尔1933年3月25日出生于俄克拉何马城，在德克萨斯州长大。1951年，他毕业于伍德罗·威尔逊高中（位于德克萨斯州达拉斯市）。他在南卫理公会大学学习商科并获得学士学位，并在美国空军服务。
1958年，他于Hayden, Stone & Company公司作为一个股票经纪人开始他的职业生涯，并开发了一个较早使用电脑的投资策略。他在2002年的一次采访中说杰拉尔德·勒布的投资的生存之战是对他产生影响早期影响的书，他认为这是当时市场上最好的书。 他花了极大的兴趣研究的投资家有伯纳德·巴鲁克、杰西·利弗莫尔、杰拉尔德·M·勒布、杰克德雷福斯、尼古拉·达瓦斯。他也很崇拜托马斯·爱迪生。
1960年，他接受了哈佛商学院的第一个管理发展项目（PMD）。从他的研究中，欧奈尔发明了CAN SLIM策略并成为顶尖的经纪人。 他30岁时在纽交所买了一个席位，成为了当时最年轻的买下席位的人。 随后的1963年他创立了威廉欧奈尔公司。1963到1964年间开发了第一个计算机日常证券数据库，目前跟踪10000家公司的超过200数据项。
1972年，欧奈尔发明了每日图表每周发送给用户。
1973年，他创立了“欧奈尔数据系统有限公司”，提供高速印刷和数据库发布设施。
1984年，欧奈尔创办《投资者日报》以与另一个全国性的商业报纸《华尔街日报》竞争。1991年，投资者日报改名投资者商报。成立十年之后，它的付费发行量为149557份,报社表示总读者为850000人(宣传语为“近1000000读者”)。2002年时,洛杉矶商业杂志评论称尽管欧奈尔公司做得很好，但投资者商报广告支出下降，赚钱能力并不强。。
1998年，每日图表在线版成为一个全面的在线股票研究工具。2010年，MarketSmith作为每日图表在线版的下一代版本正式启动。

## 荣誉
- 2002, "Classic Award of Recognition" from the AeA, the largest high-tech industry group in the United States. [來源請求]
- The Stock Trader's Almanac dedicated its 37th edition in 2004 to O'Neil .[11]

## 著作
《大牛股样板手册》
《笑傲股市》
《股票投资的24堂必修课》
《股票买卖原则》

## 相关词条
- 杰西·利弗摩尔
- Gerald M. Loeb
- David Ryan